# Чембай (річка)
Чемба́й (рос. Чембай) — річка в Росії, ліва притока річки Ниша. Протікає територією Кізнерського району Удмуртії.
Річка починається на околиці колишнього населеного пункту Казарми 1007 км на залізниці Агриз-В'ятські Поляни. Протікає південний захід, після чого плавно повертає на південний схід. Впадає до річки Ниша на кордоні із Можгинським районом. Більша частина річки протікає через лісові масиви.
Довжина річки — 8 км. Висота витоку — 200 м, висота гирла — 153 м, похил річки — 5,9 м/км.
Над річкою немає населених пунктів.
| Річка | Це незавершена стаття про річку. Ви можете допомогти проєкту, виправивши або дописавши її. |